# Градецкий, Валерий Георгиевич
Вале́рий Гео́ргиевич Граде́цкий (11 декабря 1933 — 10 июня 2020) — учёный, доктор технических наук, профессор, представитель международной программы перспективной робототехники (IARP) в России. Заслуженный деятель науки РФ, Лауреат Государственной премии РФ. Член редакционной коллегию журнала «Нано- и микросистемная техника».
Заведующий лабораторией Института проблем механики РАН.

## Биография
Градецкий Валерий Георгиевич:
- 1958 —  окончил Московский государственный технический университет имени Н. Э. Баумана.
- 1964 — Кандидат физико-математических наук
- С 1 марта 1981 —  сотрудник Института проблем механики им. А.Ю. Ишлинского РАН, Лаборатория робототехники и мехатроники,
  - главный научный сотрудник,
- 1984 год —  доктор физико-математических наук
- 1 декабря 1988 г. — профессор по специальности «Роботы и манипуляторы»[1].

## Награды
- 1998 — Лауреат Государственной премии РФ.
- 2002 — Заслуженный деятель науки РФ,
- 2016 — Золотая медаль за разработку «Микросистемный космический робот-инспектор (варианты)» // Лауреаты: Смирнов И. П., Козлов Д. В., Жуков А. А., Чащухин В. Г., Градецкий В. Г., Болотник Н. Н.